# Идальго, Мишель
Мише́ль Идальго́ (фр. Michel Hidalgo; 22 марта 1933, Леффринкук, департамент Нор — 26 марта 2020) — французский футболист, тренер сборной Франции, победившей на чемпионате Европы 1984 года.

## Карьера

### В качестве игрока
Профессиональную карьеру игрока начал в 1952 году в клубе «Гавр», в 1954 году перешёл в «Реймс», в составе которого впервые стал чемпионом Франции в 1955 году, а затем в 1956 году участвовал в финальном матче Кубка европейских чемпионов, сумев забить гол в ворота мадридского «Реала». В 1957 году перешёл в «Монако», в составе которого впоследствии дважды становился чемпионом Франции и дважды выигрывал Кубок Франции. За «Монако» выступал вплоть до завершения карьеры игрока в 1966 году.
В составе главной национальной сборной Франции сыграл один матч в 1962 году.

### В качестве тренера
27 марта 1976 года Мишель Идальго был назначен тренером национальной сборной Франции, которую сумел привести сначала к 4-му месту на чемпионате мира 1982 года, а затем и к победе на чемпионате Европы 1984 года, после которой оставил должность тренера, став техническим директором сборной.
В 1986 году возглавил «Олимпик Марсель», который в итоге сумел трижды привести к выигрышу чемпионата Франции и один раз к победе в Кубке Франции. В 1991 году оставил тренерскую деятельность, предпочтя заняться выпуском собственного футбольного шоу на телевидении Монако, однако в 2004 году вернулся к тренерскому ремеслу, возглавив национальную сборную Конго, с которой работал до 2006 года.

## Достижения

### В качестве игрока
- Чемпион Франции: 1955, 1961, 1963
- Обладатель Кубка Франции: 1960, 1963
- Финалист Кубка Чемпионов: 1956

### В качестве тренера
- 4-е место на чемпионате мира 1982 года
- Чемпион Европы 1984 года
- Чемпион Франции: 1989, 1990, 1991
- Обладатель Кубка Франции: 1989